# Gaston Guillemet
Pour les articles homonymes, voir Guillemet (homonymie).
Marie Gaston Guillemet est un homme politique français né le 25 mai 1851 à Fontenay-le-Comte (Vendée) et décédé le 21 janvier 1914 à Paris.

## Biographie
Négociant, maire de Fontenay-le-Comte de 1880 à 1889, conseiller général en 1884, directeur du journal "Le patriote vendéen", il est député de la Vendée de 1890 à 1902 et de 1906 à 1910, siégeant aux groupes de l'Union progressiste et de la Gauche démocratique. Il est questeur de la Chambre de 1893 à 1902. Il se spécialise dans la fiscalité des alcools.

## Source
- « Gaston Guillemet », dans le Dictionnaire des parlementaires français (1889-1940), sous la direction de Jean Jolly, PUF, 1960 [détail de l’édition]